# Àpode
Àpode es diu de :

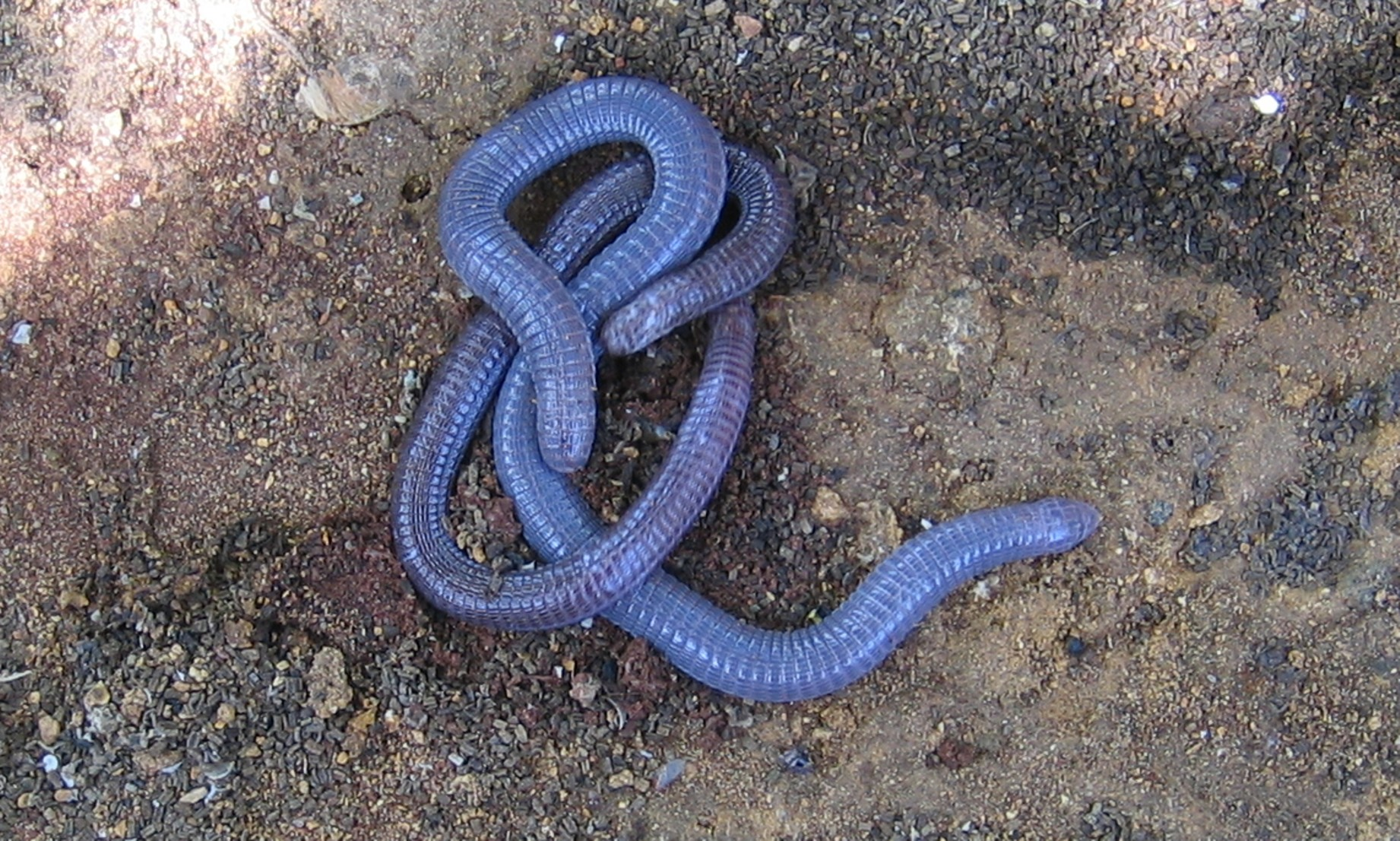
Les colobretes cegues són rèptils àpodes

- Els éssers vius desproveïts temporalment de potes, com alguns insectes, que no tenen potes durant el període en què són larves, però que sí que en tenen quan ja són adults.

- Els éssers vius que per selecció natural s'han quedat definitivament desproveïts de potes, com les cecílies i les serps.

- En termes de taxonomia, Apoda (els àpodes) és sinònim de Gymnophiona (els gimnofions o cecílies).